# Fluoxetină
Fluoxetina (cu denumirea comercială Prozac) este un antidepresiv din clasa inhibitorilor selectivi ai recaptării serotoninei (ISRS). Este utilizat în tratamentul episoadelor depresive majore, tulburării obsesiv-compulsive (TOC sau OCD), bulimiei și atacurilor de panică recurente. Este posibil să reducă tendința de suicid la pacienții cu vârsta peste 65 de ani. Calea de administrare este cea orală.
Se află pe lista medicamentelor esențiale ale Organizației Mondiale a Sănătății.